# Open Your Eyes (Yes)
Open Your Eyes es el decimoséptimo álbum de estudio del grupo británico de rock progresivo Yes, lanzado en noviembre de 1997.
El álbum incorpora a Billy Sherwood como miembro estable de la alineación, quien ya colaborara con Yes anteriormente en calidad de músico adicional, parte del material que compone Open Your Eyes fue elaborado en principio por Sherwood con el bajista Chris Squire, para un proyecto llamado The Chris Squire Experiment, el cual luego derivó en Conspiracy, proyecto paralelo con el que Squire y Sherwood editaron dos CD, en el 2000 y 2003 respectivamente.
Jon Anderson se mostró impresionado por aquel material del Chris Squire Experiment, y manifestó su deseo de incorporarlos al repertorio de Yes, consecuentemente Sherwood, Squire, Anderson y el baterista Alan White empezaron a trabajar en dicho material, lo que resultaría finalmente en Open Your Eyes.
Por otra parte, la participación del guitarrista Steve Howe en el proceso fue mínima, aportando sólo sus partes de guitarra en el último tramo de las sesiones. Howe era el único miembro de Yes residiendo en Inglaterra en ese momento, mientras que el resto de la banda se hallaba en EE. UU.
El disco fue recibido con reacciones dispares, por parte de fans y crítica especializada, y resultó un fracaso comercial considerable, alcanzando apenas el puesto #151 en los charts estadounidenses, y siendo completamente ignorado en los británicos.

## Lista de canciones
Todos los temas escritos por Jon Anderson, Steve Howe, Billy Sherwood, Chris Squire & Alan White.
1. New State of Mind – 6:00
2. Open Your Eyes – 5:14
3. Universal Garden – 6:17
4. No Way We Can Lose – 4:56
5. Fortune Seller – 5:00
6. Man in the Moon – 4:41
7. Wonderlove – 6:06
8. From the Balcony – 2:43
9. Love Shine – 4:38
10. Somehow, Someday – 4:47
11. The Solution – 23:47

## Personal
- Jon Anderson -voz líder
- Steve Howe -guitarra, banjo, mandolina, voz
- Chris Squire -bajo, armónica, voz
- Billy Sherwood -teclados, guitarra, voz
- Alan White -batería

músicos adicionales
- Igor Khoroshev -teclados (1, 4, 5)
- Steve Porcaro -teclados (2)